# Macedonia
För andra betydelser, se Macedonia (olika betydelser).

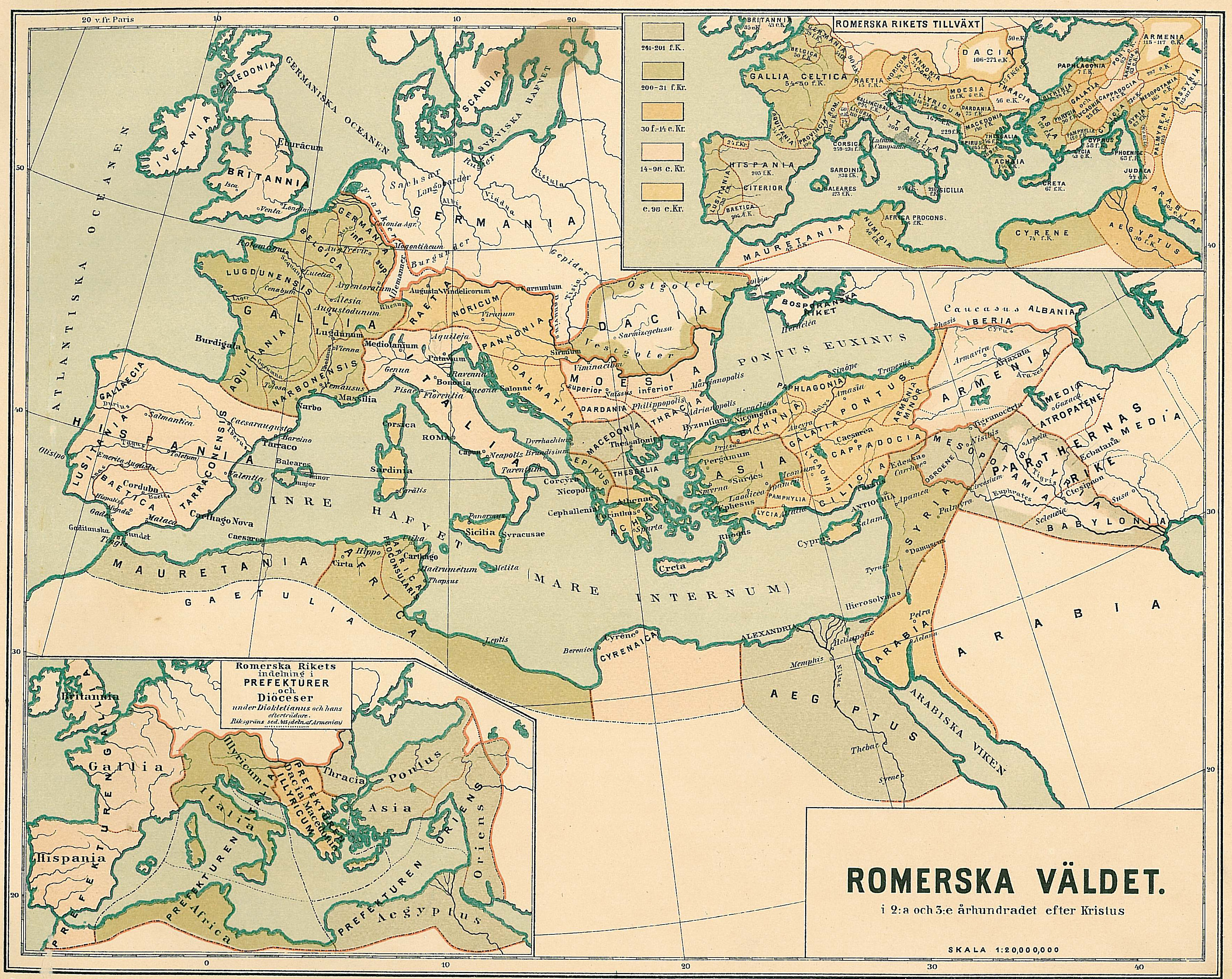
Romerska väldet på 200-talet och 500-talet med Macedonia.

Macedonia var det latinska namnet för en romersk provins motsvarande ungefär den historiska regionen Makedonien (nuvarande landet Nordmakedonien och provinsen Makedonien i Grekland) samt den södra delen av Albanien. Macedonia etablerades 146 f.Kr. efter att den romerske generalen Quintus Caecilius Metellus besegrat Andriscus av Macedonien år 148 f.Kr.. I och med uppdelning av det romerska riket år 395, tillföll Macedonia Östrom.